# عبدالعاطی ایکیدیر
عبدالعاطی ایکیدیر (عربی: عبد العاطی أیکیدیر، ۲۵ مارس ۱۹۸۷) دونده اهل مراکش است. از افتخارات وی میتوان وی می‌توان به کسب مدال برنز دو ۱۵۰۰ متر در بازی‌های المپیک تابستانی ۲۰۱۲ اشاره کرد.